# Karen Baldwin
Karen Diane Baldwin (London, Ontario, 16 de septiembre de 1963) es una modelo y reina de belleza canadiense, ganadora de Miss Universo 1982, siendo la primera titular de su país en ganar el concurso de belleza más importante del mundo —luego de ella, Natalie Glebova ganó en 2005—.

## Vida personal
Se casó con el actor Jack Scalia con quien tuvo 2 hijos y se divorció en 1996.